# Flosculina
Flosculina es un género de foraminífero bentónico normalmente considerado un subgénero de Alveolina, es decir, Alveolina (Flosculina), pero aceptado como sinónimo posterior de Alveolina de la familia Alveolinidae, de la superfamilia Alveolinoidea, del suborden Miliolina y del orden Miliolida. Su especie tipo es Alveolina (Flosculina) decipiens. Su rango cronoestratigráfico abarca desde el Thanetiense (Paleoceno superior) hasta el Priaboniense (Eoceno superior).

## Clasificación
Flosculina incluía a las siguientes especies:
- Flosculina decipiens †, también considerado como Alveolina (Flosculina) decipiens †, y aceptado como Alveolina decipiens †
- Flosculina pasticillata †, también considerado como Alveolina (Flosculina) pasticillata †
- Flosculina pillai †, también considerado como Alveolina (Flosculina) pillai †

En Flosculina se han considerado los siguientes subgéneros:
- Alveolina (Semiflosculina), aceptado inicialmente como género Fasciolites y finalmente como Alveolina
- Alveolina (Checchiaites), aceptado inicialmente como género Fasciolites y finalmente como Alveolina